# Sutthipong Saenkla
Sutthipong Saenkla (thailändisch สุทธิพงษ์ แสนกล้า, * 5. September 1986 in Surin) ist ein thailändischer Fußballspieler.

## Karriere
Sutthipong Saenkla stand bis Ende 2016 beim Trat FC unter Vertrag. Wo er vorher gespielt hat, ist unbekannt. Der Verein aus Trat spielte 2016 in der dritten Liga des Landes, der damaligen Regional League Division 2. Hier trat der Verein in der Eastern Region an. Am Ende der Saison wurde er mit Trat Meister der Region und stieg in die zweite Liga auf. Nach dem Aufstieg verließ er den Verein und schloss dich dem Drittligisten Samut Sakhon FC in Samut Sakhon an. Samut spielte in der neugeschaffenen Thai League 3, in der Lower Region. Ende 2017 feierte er mit Samut die Meisterschaft und den Aufstieg in die zweite Liga. Die Saison 2018 stand er beim Bangkoker Drittligisten MOF Customs United FC unter Vertrag. Mit den Customs wurde er Meister der Lower Region und stieg in die zweite Liga auf. Die Hinserie 2019 stand er beim Zweitligisten Ayutthaya United FC in Ayutthaya im Tor. Die Rückserie hütete er beim Ligakonkurrenten Sisaket FC in Sisaket das Tor. Anfang 2020 verpflichtete ihn der Drittligist Ubon Ratchathani FC aus Ubon Ratchathani.

## Erfolge
Trat FC
- Regional League Division 2 – East: 2016  ▲

Samut Sakhon
- Thai League 3 – Lower: 2017  ▲

MOF Customs United FC
- Thai League 3 – Lower: 2018  ▲